# Clara Vath
Clara Vath (* in Dresden) ist eine deutsche Illustratorin.

## Leben
Vath ist seit 2012 als freiberufliche Illustratorin tätig. Zu ihren bekanntesten Arbeiten zählt die Illustration und  Bucheinbandgestaltung der deutschsprachigen Ausgabe der Buchreihe Drachenzähmen leicht gemacht. Sie ist Mitglied der Illustratoren Organisation e.V. und lebt in Moritzburg.

## Werke
Drachenzähmen leicht gemacht
- Cressida Cowell: Drachenzähmen leicht gemacht. Arena Verlag, Würzburg 2016, ISBN 978-3401602301
- Cressida Cowell: Wilde Piraten voraus! Arena Verlag, Würzburg 2016, ISBN 978-3401602318
- Cressida Cowell: Strenggeheimes Drachenflüstern. Arena Verlag, Würzburg 2016, ISBN 978-3401602325
- Cressida Cowell: Mörderische Drachenflüche. Arena Verlag, Würzburg 2017, ISBN 978-3401602332
- Cressida Cowell: Brandgefährliche Feuerspeier. Arena Verlag, Würzburg 2017, ISBN 978-3401602349
- Cressida Cowell: Handbuch für echte Helden. Arena Verlag, Würzburg 2017, ISBN 978-3401602356
- Cressida Cowell: Im Auge des Drachensturms. Arena Verlag, Würzburg 2015, ISBN 978-3401602363
- Cressida Cowell: Flammendes Drachenherz. Arena Verlag, Würzburg 2017, ISBN 978-3401602370
- Cressida Cowell: Jagd um das Drachenerbe. Arena Verlag, Würzburg 2018, ISBN 978-3401602387
- Cressida Cowell: Suche nach dem Drachenjuwel. Arena Verlag, Würzburg 2018, ISBN 978-3401602394

Andere
- Cressida Cowell: Wilderwald. Die Rückkehr der dunklen Magie. Arena Verlag, Würzburg 2018, ISBN 978-3-401807539
- Beatrix Gurian: Sommernachtsfunkeln. Arena Verlag, Würzburg 2017, ISBN 978-3-401-80733-1